# Новедо (Павија)
Новедо је насеље у Италији у округу Павија, региону Ломбардија.
Према процени из 2011. у насељу је живело 356 становника. Насеље се налази на надморској висини од 88 м.